# Черпесса (деревня)
Черпесса — деревня в Великолукском районе Псковской области России. Входит в состав Шелковской волости.

## География
Расположена на севере района на реке Ловать, в 45 км к северу от райцентра Великие Луки. В 1,5 км к югу расположен одноимённый посёлок Черпесса.

## Население
| 2001 | 2002 | 2010 |
| ---- | ---- | ---- |
| 235  | ↘205 | ↘169 |

Численность населения деревни по оценке на начало 2001 года составляла 235 жителей.

## История
С января 1995 до декабря 2014 года деревня входила в состав ныне упразднённой Черпесской волости в качестве её административного центра.